# Juan Althusius
Juan Althusius (Diedenshausen/Bad Berleburg, Sayn-Wittgenstein, 1557-Embda, 12 de agosto de 1638)
fue un filósofo y teólogo calvinista alemán, conocido por su obra "Politica Methodicae Digesta, atque Exemplis Sacris et Profanis Illustrata" ("La política: metódicamente concebida e ilustrada con ejemplos sagrados y profanos") (1603); en 1610 y 1614 se publicaron ediciones revisadas. Las ideas expresadas en esta obra han llevado a considerar a Althusius como el primer federalista auténtico,
como padre intelectual del moderno federalismo y también como defensor de la soberanía popular.

## Biografía
Juan Althusio o Johannes Althusen (Althusius en latín nació en 1557 en el seno de una familia modesta de confesión reformada.
Gracias al patrocinio de un noble local, inició sus estudios en el Colegio Filipense de Marburgo (primera universidad reformada del mundo), y en 1581 comenzó su carrera, especializándose en derecho, teología, filosofía y lógica, primero en Colonia, donde estudió filosofía y lógica, y después en Basilea, donde a la par de estudiar Derecho en la universidad, estudiaba teología reformada en casa de Juan Grineo, quien también lo hospedaba y con quien mantuvo correspondencia el resto de su vida. Altusio recibió el doctorado en derecho civil y derecho eclesiástico de la Universidad de Basilea en 1586, con una tesis sobre la sucesión intestamentaria.
Entre 1585 y 1586, en algún momento antes de recibir el doctorado, Altusio también estudió en la entonces Academia de Ginebra, fundada por Juan Calvino, con el renombrado erudito en Derecho Romano Dionisio Godofredo, quien recientemente había publicado la primera edición completa del Corpus iuris civilis en 1583. En Ginebra, Altusio también se empapó aún más en el pensamiento de Calvino gracias a la Compañía de Pastores que instituyó para la ciudad. La amplitud de su educación introdujo a Althusius en una multitud de pensadores en varios campos, como Aristóteles, Calvino, Grocio, Bodino, Maquiavelo y Pedro Ramo; asimismo se familiarizó con eruditos y teóricos menos conocidos, y su Política está muy en deuda con ellos, citando cerca de 200 libros en total; sin duda estuvo influenciado por muchos más.
El mismo año en que recibió el doctorado (1586), Altusio publicó en Basilea su primer libro, De arte iurisprudentiae romanae, un tratado sistemático de Derecho Romano basado en la edición de Godofredo del Corpus iuris civilis.
En 1589, Altusio entró en la cancillería del conde en Dilemburgo, y en 1595 fue nombrado consejero del Conde de Nasovia, después de haber estudiado teología en Heidelber.
En 1594 la Academia Reformada de Herborna invitó a Altusio a ocupar la cátedra de Derecho, que conservó durante 17 años, hasta 1603, y fue nombrado presidente de la Universidad de Herborna tres años después, empezando asimismo su carrera política como concejal del ayuntamiento de Nasovia, capital del condado homónimo. En los años siguientes, se involucró en varias universidades de la zona, como su presidente o catedrático en derecho, teología o filosofía. La Academia Reformada de Herborna había sido fundada dos años antes (1584) por el conde Juan VI de Nasovia-Dilemburgo, e inmediatamente fue un éxito logrando atraer un cuerpo estudiantil internacional. Su primer rector fue Gaspar Oleviano (coautor con Zacarías Ursino del Catecismo de Heidelberg). Como profesor de Derecho Romano, Altusio daba clases sobre las Instituciones de Justiniano, y comenzó pronto a interesarse más en el derecho público y la filosofía política.
En 1601 Altusio publicó un libro de ética, De civile conversationes libri duo.  Dos años más tarde, en 1603, salió a luz Politica methodicae xdigesta atque exemplis sacris & profanis illustrata (Política metódicamente concebida e ilustrada con ejemplos sagrados y profanos, o Política). Este libro es considerado su obra magna, e inmediatamente “atrajo la atención del público culto, que se dividió entre halagos y críticas, estas últimas sobre todo a cargo de teólogos y de algunos jesuitas.”
El éxito de su Política fue tal que en 1603 fue elegido alcalde de Embda, la ciudad principal de la Frisia Oriental, donde finalmente alcanzó la fama. De 1542 a 1543, por invitación de la condesa Ana de Oldemburgo, el reformador polaco Juan a Lasco había reorganizado la vida religiosa de la ciudad, convirtiendo a Embda en una verdadera “Ginebra del norte”. Para entender la importancia de la invitación y presencia de Altusio en Emden es necesario conocer la importancia que dicha ciudad había llegado a tener y los desafíos que enfrentaba cuando se hizo dicha invitación.
La ciudad de Embda había tomado la fe reformada, mientras que el conde Edzardo II se mantenía luterano, lo cual llevó a que la ciudad a buscara su autonomía en 1598.  
Durante 34 años Altusio guio ininterrumpidamente a la ciudad de Embda, hasta su muerte en 1638. A lo largo de esos 34 años Altusio participó en misiones diplomáticas estratégicas con autoridades territoriales para asistir a la ciudad Estado de Embda en alcanzar la calidad de independiente; también desarrolló y mantuvo una constitución municipal, y continuó con sus interese literarios. Además, Altusio publicó dos nuevas ediciones de Política (1610 y 1614).
En 1617, Altusio fue elegido anciano gobernante de la Iglesia de Embda, posición que conservó 21 años, hasta su muerte, contando con la alta estima de los ministros reformados bajo el liderazgo de Menso Alting.
En 1618 publicó Dicaelogicae, una inmensa obra en latín en la que sistematizaba la totalidad del corpus jurídico existente de derecho consuetudinario europeo y lo coordinaba con el derecho civil romano y judío.
Juan Althusius murió el 12 de agosto de 1638 en Embda a los 81 años de edad.
El pensamiento de Altusio influyó directamente en el Iglesia de Escocia y en el pensamiento político británico por medio del pastor puritano y erudito Samuel Rutherford y de su libro de teología política Lex, rex, o La ley y el príncipe de 1644, que tiene a Altusio como una de sus fuentes.